# E3 Saxo Bank Classic 2024
L'E3 Saxo Bank Classic 2024 fou la 66a edició de la cursa ciclista E3 Saxo Bank Classic. La cursa es disputà el 22 de març de 2024 i comptà un recorregut de 207 km. La cursa fou l'11è esdeveniment de l'UCI World Tour 2024.
Mathieu van der Poel (Alpecin-Deceuninck) fou el vencedor de la cursa, després de fer un atac a 43 km de la línia d'arribada. El segon lloc fou pel belga Jasper Stuyven (Lidl-Trek) i Wout Van Aert (Team Visma-Lease a Bike), qui patí una caiguda, quedà tercer.

## Equips
Un total de 25 equips participaren a la cursa, dels quals 18 foren els equips del WorldTour i els altres 7 foren equips de l'UCI ProTeam.
| WorldTeams (18)- Alpecin-Deceuninck - Arkéa-B&B Hotels - Astana Qazaqstan Team - Bahrain Victorious - Cofidis - Decathlon-AG2R La Mondiale - EF Education-EasyPost - Team dsm-firmenich PostNL - Lidl-Trek - Soudal Quick-Step - Intermarché-Wanty - UAE Team Emirates - Ineos Grenadiers - Team Visma \| Lease a Bike - Team Jayco AlUla - Movistar Team - Bora-Hansgrohe - Groupama-FDJ ProTeams (7)- Israel-Premier Tech - Lotto Dstny - Team Flanders-Baloise - Uno-X Mobility - Q36.5 Pro Cycling Team - Bingoal WB - Tudor Pro Cycling Team |
| |

## Classificació final
| \| Classificació general \| Classificació general \| Classificació general \| Classificació general \| Classificació general \| \| Corredor \| Corredor \| Equip \| Temps \| \| \| --------------------- \| ---------------------- \| -------------------------- \| --------------------- \| --------------------- \| \| 1r \| Mathieu van der Poel \| Alpecin-Deceuninck \| 4h 39' 39" \| \| \| 2n \| Jasper Stuyven \| Lidl-Trek \| + 1' 31" \| \| \| 3r \| Wout van Aert \| Team Visma \\| Lease a Bike \| + 1' 34" \| \| \| 4t \| Tim Wellens \| UAE Team Emirates \| + 1' 48" \| \| \| 5è \| Matteo Jorgenson \| Team Visma \\| Lease a Bike \| + 1' 50" \| \| \| 6è \| Jhonatan Narváez Prado \| Ineos Grenadiers \| + 1' 52" \| \| \| 7è \| Nils Politt \| UAE Team Emirates \| + 2' 48" \| \| \| 8è \| Toms Skujiņš \| Lidl-Trek \| + 2' 48" \| \| \| 9è \| Vincenzo Albanese \| Arkéa-B&B Hotels \| + 2' 48" \| \| \| 10è \| Alex Kirsch \| Lidl-Trek \| + 2' 48" \| \| |                        |                            |            |
| |                        |                            |            |
| Font: ProCyclingStats |                        |                            |            |
| Classificació general |                        |                            |            |
| Corredor | Corredor               | Equip                      | Temps      |
| 1r | Mathieu van der Poel   | Alpecin-Deceuninck         | 4h 39' 39" |
| 2n | Jasper Stuyven         | Lidl-Trek                  | + 1' 31"   |
| 3r | Wout van Aert          | Team Visma \| Lease a Bike | + 1' 34"   |
| 4t | Tim Wellens            | UAE Team Emirates          | + 1' 48"   |
| 5è | Matteo Jorgenson       | Team Visma \| Lease a Bike | + 1' 50"   |
| 6è | Jhonatan Narváez Prado | Ineos Grenadiers           | + 1' 52"   |
| 7è | Nils Politt            | UAE Team Emirates          | + 2' 48"   |
| 8è | Toms Skujiņš           | Lidl-Trek                  | + 2' 48"   |
| 9è | Vincenzo Albanese      | Arkéa-B&B Hotels           | + 2' 48"   |
| 10è | Alex Kirsch            | Lidl-Trek                  | + 2' 48"   |

## Participants
| Team Visma \| Lease a Bike TVL | Team Visma \| Lease a Bike TVL | Team Visma \| Lease a Bike TVL |
| ------------------------------ | ------------------------------ | ------------------------------ |
| Núm                            | Ciclista                       | Pos                            |
| 1                              | Wout van Aert (BEL)            | 3r                             |
| 2                              | Per Strand Hagenes (NOR)       | DNF                            |
| 3                              | Tiesj Benoot (BEL)             | DNF                            |
| 4                              | Matteo Jorgenson (USA)         | 5è                             |
| 5                              | Edoardo Affini (ITA)           | DNF                            |
| 6                              | Jan Tratnik (SLO)              | 33è                            |
| 7                              | Dylan van Baarle (NED) (ruta)  | 89è                            |

| Alpecin-Deceuninck ADC | Alpecin-Deceuninck ADC            | Alpecin-Deceuninck ADC |
| ---------------------- | --------------------------------- | ---------------------- |
| Núm                    | Ciclista                          | Pos                    |
| 11                     | Mathieu van der Poel (NED) (ruta) | 1r                     |
| 12                     | Senne Leysen (BEL)                | 113è                   |
| 13                     | Juri Hollmann (GER)               | 103è                   |
| 14                     | Søren Kragh Andersen (DEN)        | 37è                    |
| 15                     | Xandro Meurisse (BEL)             | 77è                    |
| 16                     | Oscar Riesebeek (NED)             | 96è                    |
| 17                     | Maurice Ballerstedt (GER)         | 110è                   |

| Intermarché-Wanty IWA | Intermarché-Wanty IWA  | Intermarché-Wanty IWA |
| --------------------- | ---------------------- | --------------------- |
| Núm                   | Ciclista               | Pos                   |
| 21                    | Biniam Girmay (ERI)    | 19è                   |
| 22                    | Vito Braet (BEL)       | 35è                   |
| 23                    | Dries De Pooter (BEL)  | 66è                   |
| 24                    | Gijs Van Hoecke (BEL)  | DNF                   |
| 25                    | Hugo Page (FRA)        | 84è                   |
| 26                    | Dion Smith (NZL)       | 112è                  |
| 27                    | Georg Zimmermann (GER) | 63è                   |

| Soudal Quick-Step SOQ | Soudal Quick-Step SOQ    | Soudal Quick-Step SOQ |
| --------------------- | ------------------------ | --------------------- |
| Núm                   | Ciclista                 | Pos                   |
| 31                    | Julian Alaphilippe (FRA) | 50è                   |
| 32                    | Kasper Asgreen (DEN)     | 78è                   |
| 33                    | Jordi Warlop (BEL)       | 106è                  |
| 34                    | Yves Lampaert (BEL)      | 29è                   |
| 35                    | Gianni Moscon (ITA)      | DNF                   |
| 36                    | Casper Pedersen (DEN)    | 88è                   |
| 37                    | Pepijn Reinderink (NED)  | 118è                  |

| Arkéa-B&B Hotels ARK | Arkéa-B&B Hotels ARK    | Arkéa-B&B Hotels ARK |
| -------------------- | ----------------------- | -------------------- |
| Núm                  | Ciclista                | Pos                  |
| 41                   | Luca Mozzato (ITA)      | 22è                  |
| 42                   | Vincenzo Albanese (ITA) | 9è                   |
| 43                   | Donavan Grondin (FRA)   | DNF                  |
| 44                   | Mathis Le Berre (FRA)   | 43è                  |
| 45                   | Alan Riou (FRA)         | 108è                 |
| 46                   | Łukasz Owsian (POL)     | DNF                  |
| 47                   | Miles Scotson (AUS)     | 114è                 |

| Astana Qazaqstan Team AST | Astana Qazaqstan Team AST     | Astana Qazaqstan Team AST |
| ------------------------- | ----------------------------- | ------------------------- |
| Núm                       | Ciclista                      | Pos                       |
| 51                        | Gleb Brussenskiy (KAZ) (ruta) | 20è                       |
| 52                        | Yevgeniy Fedorov (KAZ)        | 65è                       |
| 53                        | Michele Gazzoli (ITA)         | DNF                       |
| 54                        | Ievgueni Guiditx (KAZ)        | DNF                       |
| 55                        | Rüdiger Selig (GER)           | DNF                       |
| 56                        | Max Kanter (GER)              | 107è                      |
| 57                        | Gleb Syrica                   | 53è                       |

| Bahrain Victorious TBV | Bahrain Victorious TBV    | Bahrain Victorious TBV |
| ---------------------- | ------------------------- | ---------------------- |
| Núm                    | Ciclista                  | Pos                    |
| 61                     | Matej Mohorič (SLO)       | 15è                    |
| 62                     | Alberto Bruttomesso (ITA) | 92è                    |
| 63                     | Fran Miholjević (CRO)     | DNF                    |
| 64                     | Andrea Pasqualon (ITA)    | 56è                    |
| 65                     | Cameron Scott (AUS)       | DNF                    |
| 66                     | Łukasz Wiśniowski (POL)   | DNF                    |
| 67                     | Fred Wright (GBR) (ruta)  | 21è                    |

| Bora-Hansgrohe BOH | Bora-Hansgrohe BOH     | Bora-Hansgrohe BOH |
| ------------------ | ---------------------- | ------------------ |
| Núm                | Ciclista               | Pos                |
| 71                 | Danny van Poppel (NED) | DNF                |
| 72                 | Emil Herzog (GER)      | 49è                |
| 73                 | Nico Denz (GER)        | 46è                |
| 74                 | Luis-Joe Lührs (GER)   | 98è                |
| 75                 | Filip Maciejuk (POL)   | DNF                |
| 76                 | Ryan Mullen (IRL)      | DNF                |
| 77                 | Marco Haller (AUT)     | 27è                |

| Cofidis COF | Cofidis COF                | Cofidis COF |
| ----------- | -------------------------- | ----------- |
| Núm         | Ciclista                   | Pos         |
| 81          | Aimé De Gendt (BEL)        | 83è         |
| 82          | Alexis Gougeard (FRA)      | DNF         |
| 83          | Nolann Mahoudo (FRA)       | DNF         |
| 84          | Christophe Noppe (BEL)     | DNF         |
| 85          | Alexis Renard (FRA)        | 54è         |
| 86          | Nicolas Debeaumarché (FRA) | DNF         |
| 87          | Axel Zingle (FRA)          | DNF         |

| Decathlon-AG2R La Mondiale DAT | Decathlon-AG2R La Mondiale DAT | Decathlon-AG2R La Mondiale DAT |
| ------------------------------ | ------------------------------ | ------------------------------ |
| Núm                            | Ciclista                       | Pos                            |
| 91                             | Oliver Naesen (BEL)            | 26è                            |
| 92                             | Edvald Boasson Hagen (NOR)     | 100è                           |
| 93                             | Dries De Bondt (BEL)           | 60è                            |
| 94                             | Sander De Pestel (BEL)         | 18è                            |
| 95                             | Jordan Labrosse (FRA)          | DNF                            |
| 96                             | Alan Retailleau (FRA)          | DNF                            |
| 97                             | Bastien Tronchon (FRA)         | 67è                            |

| EF Education-EasyPost EFE | EF Education-EasyPost EFE      | EF Education-EasyPost EFE |
| ------------------------- | ------------------------------ | ------------------------- |
| Núm                       | Ciclista                       | Pos                       |
| 101                       | Alberto Bettiol (ITA)          | DNF                       |
| 102                       | Stefan Bissegger (SUI)         | 95è                       |
| 103                       | Owain Doull (GBR)              | DNF                       |
| 104                       | Yuhi Todome (JPN)              | DNF                       |
| 105                       | Jack Rootkin-Gray (GBR)        | DNF                       |
| 106                       | Jonas Rutsch (GER)             | 57è                       |
| 107                       | Michael Valgren Andersen (DEN) | 74è                       |

| Groupama-FDJ GFC | Groupama-FDJ GFC              | Groupama-FDJ GFC |
| ---------------- | ----------------------------- | ---------------- |
| Núm              | Ciclista                      | Pos              |
| 111              | Stefan Küng (SUI)             | 16è              |
| 112              | Lewis Askey (GBR)             | 39è              |
| 113              | Sven Erik Bystrøm (NOR)       | DNF              |
| 114              | Olivier Le Gac (FRA)          | 40è              |
| 115              | Fabian Lienhard (SUI)         | 81è              |
| 116              | Valentin Madouas (FRA) (ruta) | 44è              |
| 117              | Clément Russo (FRA)           | DNF              |

| Ineos Grenadiers IGD | Ineos Grenadiers IGD                | Ineos Grenadiers IGD |
| -------------------- | ----------------------------------- | -------------------- |
| Núm                  | Ciclista                            | Pos                  |
| 121                  | Ben Turner (GBR)                    | 82è                  |
| 122                  | Jhonatan Narváez Prado (ECU) (ruta) | 6è                   |
| 123                  | Luke Rowe (GBR)                     | DNF                  |
| 124                  | Magnus Sheffield (USA)              | 36è                  |
| 125                  | Ben Swift (GBR)                     | 94è                  |
| 126                  | Connor Swift (GBR)                  | 42è                  |
| 127                  | Elia Viviani (ITA)                  | DNF                  |

| Lidl-Trek LTK | Lidl-Trek LTK              | Lidl-Trek LTK |
| ------------- | -------------------------- | ------------- |
| Núm           | Ciclista                   | Pos           |
| 131           | Mads Pedersen (DEN)        | 11è           |
| 132           | Ryan Gibbons (RSA) (ruta)  | 111è          |
| 133           | Alex Kirsch (LUX) (ruta)   | 10è           |
| 134           | Jasper Stuyven (BEL)       | 2n            |
| 135           | Mathias Vacek (CZE) (ruta) | 68è           |
| 136           | Otto Vergaerde (BEL)       | DNF           |
| 137           | Toms Skujiņš (LAT)         | 8è            |

| Movistar Team MOV | Movistar Team MOV                 | Movistar Team MOV |
| ----------------- | --------------------------------- | ----------------- |
| Núm               | Ciclista                          | Pos               |
| 141               | Oier Lazkano López (ESP) (ruta)   | 14è               |
| 142               | Carlos Canal Blanco (ESP)         | 91è               |
| 143               | Rémi Cavagna (FRA)                | 48è               |
| 144               | Johan Jacobs (SUI)                | 34è               |
| 145               | Mathias Norsgaard Jørgensen (DEN) | 87è               |
| 146               | Lorenzo Milesi (ITA)              | 45è               |
| 147               | Iván Romeo Abad (ESP)             | DNF               |

| Team dsm-firmenich PostNL DFP | Team dsm-firmenich PostNL DFP | Team dsm-firmenich PostNL DFP |
| ----------------------------- | ----------------------------- | ----------------------------- |
| Núm                           | Ciclista                      | Pos                           |
| 151                           | Patrick Eddy (AUS)            | 102è                          |
| 152                           | Alexander Edmondson (AUS)     | DNF                           |
| 153                           | Enzo Leijnse (NED)            | DNF                           |
| 154                           | Niklas Märkl (GER)            | 51è                           |
| 155                           | Tobias Lund Andresen (DEN)    | DNF                           |
| 156                           | Timo Roosen (NED)             | DNF                           |
| 157                           | Julius van den Berg (NED)     | DNF                           |

| Team Jayco AlUla JAY | Team Jayco AlUla JAY        | Team Jayco AlUla JAY |
| -------------------- | --------------------------- | -------------------- |
| Núm                  | Ciclista                    | Pos                  |
| 161                  | Michael Matthews (AUS)      | DNF                  |
| 162                  | Luke Durbridge (AUS)        | 73è                  |
| 163                  | Max Walscheid (GER)         | 55è                  |
| 164                  | Amund Grøndahl Jansen (NOR) | DNF                  |
| 165                  | Kelland O'Brien (AUS)       | 71è                  |
| 166                  | Blake Quick (AUS)           | DNF                  |
| 167                  | Elmar Reinders (NED)        | 105è                 |

| UAE Team Emirates UAD | UAE Team Emirates UAD     | UAE Team Emirates UAD |
| --------------------- | ------------------------- | --------------------- |
| Núm                   | Ciclista                  | Pos                   |
| 171                   | Tim Wellens (BEL)         | 4t                    |
| 172                   | Ivo Oliveira (POR) (ruta) | 79è                   |
| 173                   | Mikkel Bjerg (DEN)        | 31è                   |
| 174                   | António Morgado (POR)     | 75è                   |
| 175                   | Marc Hirschi (SUI) (ruta) | DNF                   |
| 176                   | Nils Politt (GER)         | 7è                    |
| 177                   | Michael Vink (NZL)        | DNF                   |

| Lotto Dstny LTD | Lotto Dstny LTD          | Lotto Dstny LTD |
| --------------- | ------------------------ | --------------- |
| Núm             | Ciclista                 | Pos             |
| 181             | Arnaud De Lie (BEL)      | 52è             |
| 182             | Victor Campenaerts (BEL) | 41è             |
| 183             | Jasper De Buyst (BEL)    | 86è             |
| 184             | Pascal Eenkhoorn (NED)   | 85è             |
| 185             | Jacopo Guarnieri (ITA)   | DNF             |
| 186             | Sébastien Grignard (BEL) | 76è             |
| 187             | Brent Van Moer (BEL)     | 13è             |

| Israel-Premier Tech IPT | Israel-Premier Tech IPT | Israel-Premier Tech IPT |
| ----------------------- | ----------------------- | ----------------------- |
| Núm                     | Ciclista                | Pos                     |
| 191                     | Jakob Fuglsang (DEN)    | DNF                     |
| 192                     | Guillaume Boivin (CAN)  | DNF                     |
| 193                     | Hugo Houle (CAN)        | 80è                     |
| 194                     | Krists Neilands (LAT)   | 17è                     |
| 195                     | Riley Sheehan (USA)     | 23è                     |
| 196                     | Nadav Raisberg (ISR)    | 64è                     |
| 197                     | Tom Van Asbroeck (BEL)  | 25è                     |

| Q36.5 Pro Cycling Team Q36 | Q36.5 Pro Cycling Team Q36 | Q36.5 Pro Cycling Team Q36 |
| -------------------------- | -------------------------- | -------------------------- |
| Núm                        | Ciclista                   | Pos                        |
| 201                        | Fabio Christen (SUI)       | 59è                        |
| 202                        | Tobias Ludvigsson (SWE)    | 93è                        |
| 203                        | Kamil Małecki (POL)        | 62è                        |
| 204                        | Nicolò Parisini (ITA)      | 30è                        |
| 205                        | Jannik Steimle (GER)       | 47è                        |
| 206                        | Cyrus Monk (AUS)           | DNF                        |
| 207                        | Szymon Sajnok (POL)        | DNF                        |

| Tudor Pro Cycling Team TUD | Tudor Pro Cycling Team TUD     | Tudor Pro Cycling Team TUD |
| -------------------------- | ------------------------------ | -------------------------- |
| Núm                        | Ciclista                       | Pos                        |
| 211                        | Matteo Trentin (ITA)           | 24è                        |
| 212                        | Alexander Krieger (GER)        | DNF                        |
| 213                        | Nils Brun (SUI)                | 109è                       |
| 214                        | Sebastian Kolze Changizi (DEN) | 117è                       |
| 215                        | Jacob Eriksson (SWE)           | 116è                       |
| 216                        | Marius Mayrhofer (GER)         | 32è                        |
| 217                        | Rick Pluimers (NED)            | 70è                        |

| Uno-X Mobility UXM | Uno-X Mobility UXM       | Uno-X Mobility UXM |
| ------------------ | ------------------------ | ------------------ |
| Núm                | Ciclista                 | Pos                |
| 221                | Rasmus Tiller (NOR)      | 38è                |
| 222                | Jonas Abrahamsen (NOR)   | 12è                |
| 223                | Louis Bendixen (DEN)     | DNF                |
| 224                | Markus Hoelgaard (NOR)   | 28è                |
| 225                | Niklas Larsen (DEN)      | DNF                |
| 226                | William Blume Levy (DEN) | 61è                |
| 227                | Rasmus Bøgh Wallin (DEN) | DNF                |

| Team Flanders-Baloise TFB | Team Flanders-Baloise TFB | Team Flanders-Baloise TFB |
| ------------------------- | ------------------------- | ------------------------- |
| Núm                       | Ciclista                  | Pos                       |
| 231                       | Kamiel Bonneu (BEL)       | 115è                      |
| 232                       | Toon Clynhens (BEL)       | DNF                       |
| 233                       | Lars Craps (BEL)          | 101è                      |
| 234                       | Jasper Dejaegher (BEL)    | DNF                       |
| 235                       | Elias Maris (BEL)         | 90è                       |
| 236                       | Dylan Vandenstorme (BEL)  | 104è                      |
| 237                       | Victor Vercouillie (BEL)  | DNF                       |

| Bingoal WB BWB | Bingoal WB BWB            | Bingoal WB BWB |
| -------------- | ------------------------- | -------------- |
| Núm            | Ciclista                  | Pos            |
| 241            | Luca Van Boven (BEL)      | 72è            |
| 242            | Ceriel Desal (BEL)        | 58è            |
| 243            | Luca De Meester (BEL)     | 97è            |
| 244            | Aaron Van der Beken (BEL) | 69è            |
| 245            | Jelle Vermoote (BEL)      | DNF            |
| 246            | Kenneth Van Rooy (BEL)    | 99è            |
| 247            | Dimitri Peyskens (BEL)    | DNF            |

| Team Visma \| Lease a Bike TVL | Team Visma \| Lease a Bike TVL | Team Visma \| Lease a Bike TVL |
| ------------------------------ | ------------------------------ | ------------------------------ |
| Núm                            | Ciclista                       | Pos                            |
| 1                              | Wout van Aert (BEL)            | 3r                             |
| 2                              | Per Strand Hagenes (NOR)       | DNF                            |
| 3                              | Tiesj Benoot (BEL)             | DNF                            |
| 4                              | Matteo Jorgenson (USA)         | 5è                             |
| 5                              | Edoardo Affini (ITA)           | DNF                            |
| 6                              | Jan Tratnik (SLO)              | 33è                            |
| 7                              | Dylan van Baarle (NED) (ruta)  | 89è                            |

| Alpecin-Deceuninck ADC | Alpecin-Deceuninck ADC            | Alpecin-Deceuninck ADC |
| ---------------------- | --------------------------------- | ---------------------- |
| Núm                    | Ciclista                          | Pos                    |
| 11                     | Mathieu van der Poel (NED) (ruta) | 1r                     |
| 12                     | Senne Leysen (BEL)                | 113è                   |
| 13                     | Juri Hollmann (GER)               | 103è                   |
| 14                     | Søren Kragh Andersen (DEN)        | 37è                    |
| 15                     | Xandro Meurisse (BEL)             | 77è                    |
| 16                     | Oscar Riesebeek (NED)             | 96è                    |
| 17                     | Maurice Ballerstedt (GER)         | 110è                   |

| Intermarché-Wanty IWA | Intermarché-Wanty IWA  | Intermarché-Wanty IWA |
| --------------------- | ---------------------- | --------------------- |
| Núm                   | Ciclista               | Pos                   |
| 21                    | Biniam Girmay (ERI)    | 19è                   |
| 22                    | Vito Braet (BEL)       | 35è                   |
| 23                    | Dries De Pooter (BEL)  | 66è                   |
| 24                    | Gijs Van Hoecke (BEL)  | DNF                   |
| 25                    | Hugo Page (FRA)        | 84è                   |
| 26                    | Dion Smith (NZL)       | 112è                  |
| 27                    | Georg Zimmermann (GER) | 63è                   |

| Soudal Quick-Step SOQ | Soudal Quick-Step SOQ    | Soudal Quick-Step SOQ |
| --------------------- | ------------------------ | --------------------- |
| Núm                   | Ciclista                 | Pos                   |
| 31                    | Julian Alaphilippe (FRA) | 50è                   |
| 32                    | Kasper Asgreen (DEN)     | 78è                   |
| 33                    | Jordi Warlop (BEL)       | 106è                  |
| 34                    | Yves Lampaert (BEL)      | 29è                   |
| 35                    | Gianni Moscon (ITA)      | DNF                   |
| 36                    | Casper Pedersen (DEN)    | 88è                   |
| 37                    | Pepijn Reinderink (NED)  | 118è                  |

| Arkéa-B&B Hotels ARK | Arkéa-B&B Hotels ARK    | Arkéa-B&B Hotels ARK |
| -------------------- | ----------------------- | -------------------- |
| Núm                  | Ciclista                | Pos                  |
| 41                   | Luca Mozzato (ITA)      | 22è                  |
| 42                   | Vincenzo Albanese (ITA) | 9è                   |
| 43                   | Donavan Grondin (FRA)   | DNF                  |
| 44                   | Mathis Le Berre (FRA)   | 43è                  |
| 45                   | Alan Riou (FRA)         | 108è                 |
| 46                   | Łukasz Owsian (POL)     | DNF                  |
| 47                   | Miles Scotson (AUS)     | 114è                 |

| Astana Qazaqstan Team AST | Astana Qazaqstan Team AST     | Astana Qazaqstan Team AST |
| ------------------------- | ----------------------------- | ------------------------- |
| Núm                       | Ciclista                      | Pos                       |
| 51                        | Gleb Brussenskiy (KAZ) (ruta) | 20è                       |
| 52                        | Yevgeniy Fedorov (KAZ)        | 65è                       |
| 53                        | Michele Gazzoli (ITA)         | DNF                       |
| 54                        | Ievgueni Guiditx (KAZ)        | DNF                       |
| 55                        | Rüdiger Selig (GER)           | DNF                       |
| 56                        | Max Kanter (GER)              | 107è                      |
| 57                        | Gleb Syrica                   | 53è                       |

| Bahrain Victorious TBV | Bahrain Victorious TBV    | Bahrain Victorious TBV |
| ---------------------- | ------------------------- | ---------------------- |
| Núm                    | Ciclista                  | Pos                    |
| 61                     | Matej Mohorič (SLO)       | 15è                    |
| 62                     | Alberto Bruttomesso (ITA) | 92è                    |
| 63                     | Fran Miholjević (CRO)     | DNF                    |
| 64                     | Andrea Pasqualon (ITA)    | 56è                    |
| 65                     | Cameron Scott (AUS)       | DNF                    |
| 66                     | Łukasz Wiśniowski (POL)   | DNF                    |
| 67                     | Fred Wright (GBR) (ruta)  | 21è                    |

| Bora-Hansgrohe BOH | Bora-Hansgrohe BOH     | Bora-Hansgrohe BOH |
| ------------------ | ---------------------- | ------------------ |
| Núm                | Ciclista               | Pos                |
| 71                 | Danny van Poppel (NED) | DNF                |
| 72                 | Emil Herzog (GER)      | 49è                |
| 73                 | Nico Denz (GER)        | 46è                |
| 74                 | Luis-Joe Lührs (GER)   | 98è                |
| 75                 | Filip Maciejuk (POL)   | DNF                |
| 76                 | Ryan Mullen (IRL)      | DNF                |
| 77                 | Marco Haller (AUT)     | 27è                |

| Cofidis COF | Cofidis COF                | Cofidis COF |
| ----------- | -------------------------- | ----------- |
| Núm         | Ciclista                   | Pos         |
| 81          | Aimé De Gendt (BEL)        | 83è         |
| 82          | Alexis Gougeard (FRA)      | DNF         |
| 83          | Nolann Mahoudo (FRA)       | DNF         |
| 84          | Christophe Noppe (BEL)     | DNF         |
| 85          | Alexis Renard (FRA)        | 54è         |
| 86          | Nicolas Debeaumarché (FRA) | DNF         |
| 87          | Axel Zingle (FRA)          | DNF         |

| Decathlon-AG2R La Mondiale DAT | Decathlon-AG2R La Mondiale DAT | Decathlon-AG2R La Mondiale DAT |
| ------------------------------ | ------------------------------ | ------------------------------ |
| Núm                            | Ciclista                       | Pos                            |
| 91                             | Oliver Naesen (BEL)            | 26è                            |
| 92                             | Edvald Boasson Hagen (NOR)     | 100è                           |
| 93                             | Dries De Bondt (BEL)           | 60è                            |
| 94                             | Sander De Pestel (BEL)         | 18è                            |
| 95                             | Jordan Labrosse (FRA)          | DNF                            |
| 96                             | Alan Retailleau (FRA)          | DNF                            |
| 97                             | Bastien Tronchon (FRA)         | 67è                            |

| EF Education-EasyPost EFE | EF Education-EasyPost EFE      | EF Education-EasyPost EFE |
| ------------------------- | ------------------------------ | ------------------------- |
| Núm                       | Ciclista                       | Pos                       |
| 101                       | Alberto Bettiol (ITA)          | DNF                       |
| 102                       | Stefan Bissegger (SUI)         | 95è                       |
| 103                       | Owain Doull (GBR)              | DNF                       |
| 104                       | Yuhi Todome (JPN)              | DNF                       |
| 105                       | Jack Rootkin-Gray (GBR)        | DNF                       |
| 106                       | Jonas Rutsch (GER)             | 57è                       |
| 107                       | Michael Valgren Andersen (DEN) | 74è                       |

| Groupama-FDJ GFC | Groupama-FDJ GFC              | Groupama-FDJ GFC |
| ---------------- | ----------------------------- | ---------------- |
| Núm              | Ciclista                      | Pos              |
| 111              | Stefan Küng (SUI)             | 16è              |
| 112              | Lewis Askey (GBR)             | 39è              |
| 113              | Sven Erik Bystrøm (NOR)       | DNF              |
| 114              | Olivier Le Gac (FRA)          | 40è              |
| 115              | Fabian Lienhard (SUI)         | 81è              |
| 116              | Valentin Madouas (FRA) (ruta) | 44è              |
| 117              | Clément Russo (FRA)           | DNF              |

| Ineos Grenadiers IGD | Ineos Grenadiers IGD                | Ineos Grenadiers IGD |
| -------------------- | ----------------------------------- | -------------------- |
| Núm                  | Ciclista                            | Pos                  |
| 121                  | Ben Turner (GBR)                    | 82è                  |
| 122                  | Jhonatan Narváez Prado (ECU) (ruta) | 6è                   |
| 123                  | Luke Rowe (GBR)                     | DNF                  |
| 124                  | Magnus Sheffield (USA)              | 36è                  |
| 125                  | Ben Swift (GBR)                     | 94è                  |
| 126                  | Connor Swift (GBR)                  | 42è                  |
| 127                  | Elia Viviani (ITA)                  | DNF                  |

| Lidl-Trek LTK | Lidl-Trek LTK              | Lidl-Trek LTK |
| ------------- | -------------------------- | ------------- |
| Núm           | Ciclista                   | Pos           |
| 131           | Mads Pedersen (DEN)        | 11è           |
| 132           | Ryan Gibbons (RSA) (ruta)  | 111è          |
| 133           | Alex Kirsch (LUX) (ruta)   | 10è           |
| 134           | Jasper Stuyven (BEL)       | 2n            |
| 135           | Mathias Vacek (CZE) (ruta) | 68è           |
| 136           | Otto Vergaerde (BEL)       | DNF           |
| 137           | Toms Skujiņš (LAT)         | 8è            |

| Movistar Team MOV | Movistar Team MOV                 | Movistar Team MOV |
| ----------------- | --------------------------------- | ----------------- |
| Núm               | Ciclista                          | Pos               |
| 141               | Oier Lazkano López (ESP) (ruta)   | 14è               |
| 142               | Carlos Canal Blanco (ESP)         | 91è               |
| 143               | Rémi Cavagna (FRA)                | 48è               |
| 144               | Johan Jacobs (SUI)                | 34è               |
| 145               | Mathias Norsgaard Jørgensen (DEN) | 87è               |
| 146               | Lorenzo Milesi (ITA)              | 45è               |
| 147               | Iván Romeo Abad (ESP)             | DNF               |

| Team dsm-firmenich PostNL DFP | Team dsm-firmenich PostNL DFP | Team dsm-firmenich PostNL DFP |
| ----------------------------- | ----------------------------- | ----------------------------- |
| Núm                           | Ciclista                      | Pos                           |
| 151                           | Patrick Eddy (AUS)            | 102è                          |
| 152                           | Alexander Edmondson (AUS)     | DNF                           |
| 153                           | Enzo Leijnse (NED)            | DNF                           |
| 154                           | Niklas Märkl (GER)            | 51è                           |
| 155                           | Tobias Lund Andresen (DEN)    | DNF                           |
| 156                           | Timo Roosen (NED)             | DNF                           |
| 157                           | Julius van den Berg (NED)     | DNF                           |

| Team Jayco AlUla JAY | Team Jayco AlUla JAY        | Team Jayco AlUla JAY |
| -------------------- | --------------------------- | -------------------- |
| Núm                  | Ciclista                    | Pos                  |
| 161                  | Michael Matthews (AUS)      | DNF                  |
| 162                  | Luke Durbridge (AUS)        | 73è                  |
| 163                  | Max Walscheid (GER)         | 55è                  |
| 164                  | Amund Grøndahl Jansen (NOR) | DNF                  |
| 165                  | Kelland O'Brien (AUS)       | 71è                  |
| 166                  | Blake Quick (AUS)           | DNF                  |
| 167                  | Elmar Reinders (NED)        | 105è                 |

| UAE Team Emirates UAD | UAE Team Emirates UAD     | UAE Team Emirates UAD |
| --------------------- | ------------------------- | --------------------- |
| Núm                   | Ciclista                  | Pos                   |
| 171                   | Tim Wellens (BEL)         | 4t                    |
| 172                   | Ivo Oliveira (POR) (ruta) | 79è                   |
| 173                   | Mikkel Bjerg (DEN)        | 31è                   |
| 174                   | António Morgado (POR)     | 75è                   |
| 175                   | Marc Hirschi (SUI) (ruta) | DNF                   |
| 176                   | Nils Politt (GER)         | 7è                    |
| 177                   | Michael Vink (NZL)        | DNF                   |

| Lotto Dstny LTD | Lotto Dstny LTD          | Lotto Dstny LTD |
| --------------- | ------------------------ | --------------- |
| Núm             | Ciclista                 | Pos             |
| 181             | Arnaud De Lie (BEL)      | 52è             |
| 182             | Victor Campenaerts (BEL) | 41è             |
| 183             | Jasper De Buyst (BEL)    | 86è             |
| 184             | Pascal Eenkhoorn (NED)   | 85è             |
| 185             | Jacopo Guarnieri (ITA)   | DNF             |
| 186             | Sébastien Grignard (BEL) | 76è             |
| 187             | Brent Van Moer (BEL)     | 13è             |

| Israel-Premier Tech IPT | Israel-Premier Tech IPT | Israel-Premier Tech IPT |
| ----------------------- | ----------------------- | ----------------------- |
| Núm                     | Ciclista                | Pos                     |
| 191                     | Jakob Fuglsang (DEN)    | DNF                     |
| 192                     | Guillaume Boivin (CAN)  | DNF                     |
| 193                     | Hugo Houle (CAN)        | 80è                     |
| 194                     | Krists Neilands (LAT)   | 17è                     |
| 195                     | Riley Sheehan (USA)     | 23è                     |
| 196                     | Nadav Raisberg (ISR)    | 64è                     |
| 197                     | Tom Van Asbroeck (BEL)  | 25è                     |

| Q36.5 Pro Cycling Team Q36 | Q36.5 Pro Cycling Team Q36 | Q36.5 Pro Cycling Team Q36 |
| -------------------------- | -------------------------- | -------------------------- |
| Núm                        | Ciclista                   | Pos                        |
| 201                        | Fabio Christen (SUI)       | 59è                        |
| 202                        | Tobias Ludvigsson (SWE)    | 93è                        |
| 203                        | Kamil Małecki (POL)        | 62è                        |
| 204                        | Nicolò Parisini (ITA)      | 30è                        |
| 205                        | Jannik Steimle (GER)       | 47è                        |
| 206                        | Cyrus Monk (AUS)           | DNF                        |
| 207                        | Szymon Sajnok (POL)        | DNF                        |

| Tudor Pro Cycling Team TUD | Tudor Pro Cycling Team TUD     | Tudor Pro Cycling Team TUD |
| -------------------------- | ------------------------------ | -------------------------- |
| Núm                        | Ciclista                       | Pos                        |
| 211                        | Matteo Trentin (ITA)           | 24è                        |
| 212                        | Alexander Krieger (GER)        | DNF                        |
| 213                        | Nils Brun (SUI)                | 109è                       |
| 214                        | Sebastian Kolze Changizi (DEN) | 117è                       |
| 215                        | Jacob Eriksson (SWE)           | 116è                       |
| 216                        | Marius Mayrhofer (GER)         | 32è                        |
| 217                        | Rick Pluimers (NED)            | 70è                        |

| Uno-X Mobility UXM | Uno-X Mobility UXM       | Uno-X Mobility UXM |
| ------------------ | ------------------------ | ------------------ |
| Núm                | Ciclista                 | Pos                |
| 221                | Rasmus Tiller (NOR)      | 38è                |
| 222                | Jonas Abrahamsen (NOR)   | 12è                |
| 223                | Louis Bendixen (DEN)     | DNF                |
| 224                | Markus Hoelgaard (NOR)   | 28è                |
| 225                | Niklas Larsen (DEN)      | DNF                |
| 226                | William Blume Levy (DEN) | 61è                |
| 227                | Rasmus Bøgh Wallin (DEN) | DNF                |

| Team Flanders-Baloise TFB | Team Flanders-Baloise TFB | Team Flanders-Baloise TFB |
| ------------------------- | ------------------------- | ------------------------- |
| Núm                       | Ciclista                  | Pos                       |
| 231                       | Kamiel Bonneu (BEL)       | 115è                      |
| 232                       | Toon Clynhens (BEL)       | DNF                       |
| 233                       | Lars Craps (BEL)          | 101è                      |
| 234                       | Jasper Dejaegher (BEL)    | DNF                       |
| 235                       | Elias Maris (BEL)         | 90è                       |
| 236                       | Dylan Vandenstorme (BEL)  | 104è                      |
| 237                       | Victor Vercouillie (BEL)  | DNF                       |

| Bingoal WB BWB | Bingoal WB BWB            | Bingoal WB BWB |
| -------------- | ------------------------- | -------------- |
| Núm            | Ciclista                  | Pos            |
| 241            | Luca Van Boven (BEL)      | 72è            |
| 242            | Ceriel Desal (BEL)        | 58è            |
| 243            | Luca De Meester (BEL)     | 97è            |
| 244            | Aaron Van der Beken (BEL) | 69è            |
| 245            | Jelle Vermoote (BEL)      | DNF            |
| 246            | Kenneth Van Rooy (BEL)    | 99è            |
| 247            | Dimitri Peyskens (BEL)    | DNF            |